# Tyria pallens
Tyria pallens är en fjärilsart som beskrevs av Cab. 1928. Tyria pallens ingår i släktet Tyria och familjen björnspinnare. Inga underarter finns listade i Catalogue of Life.